# Revisione sistematica

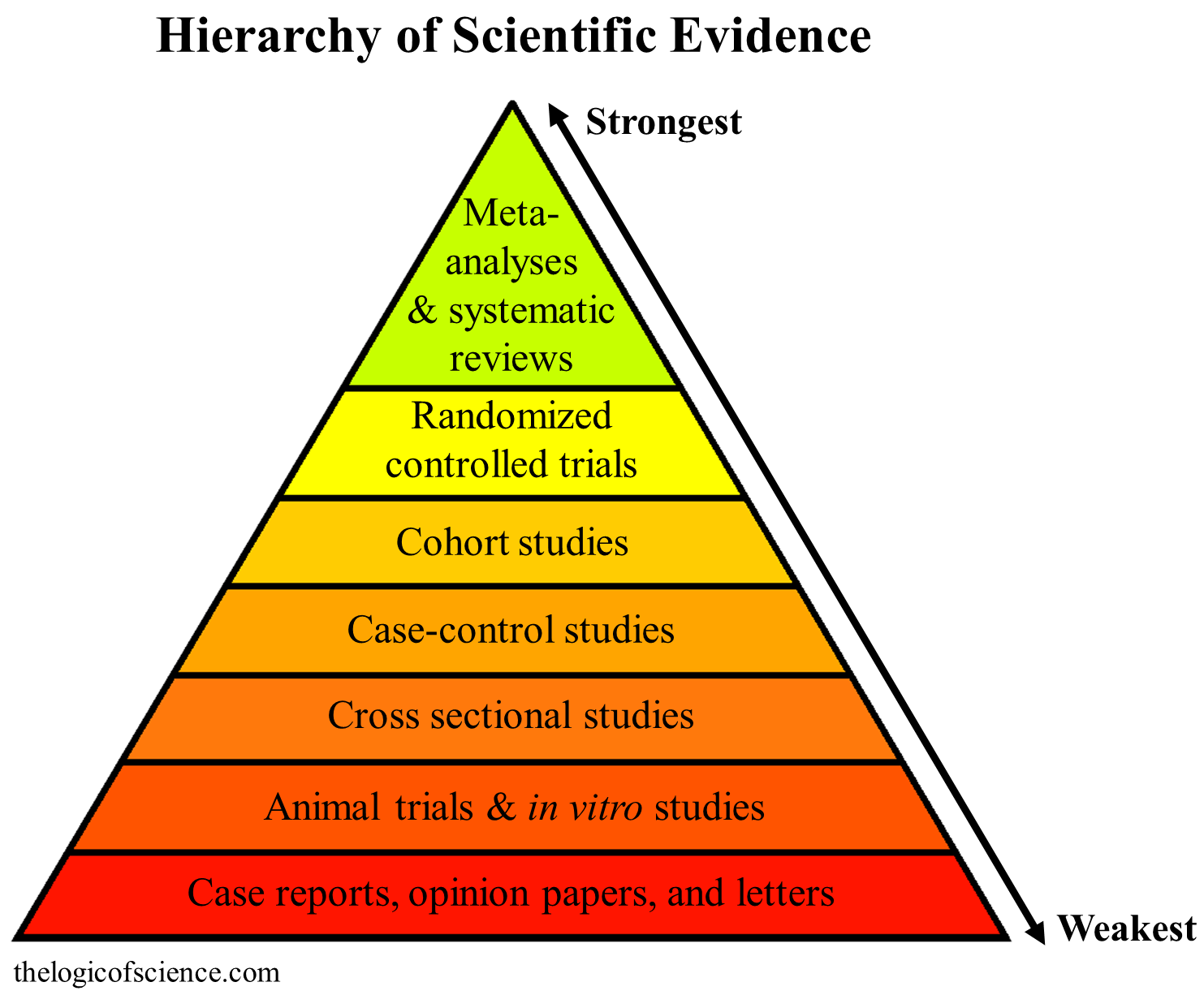
Una revisione sistematica è considerata la forma di evidenza più affidabile.

Una revisione sistematica (RS), o Systematic Review, è uno strumento secondario di ricerca scientifica il cui obiettivo è quello di riassumere dati provenienti da strumenti di ricerca primari, ad esempio con una rassegna esaustiva della letteratura scientifica relativa a un dato argomento e con particolare attenzione alle fonti, che devono essere altamente referenziate, per individuare, evidenziare e valutare, in ricerca di alta qualità, tutte le prove pertinenti a una specifica questione scientifica.
È un metodo che è stato usato dal 1980.

## Ambiti di utilizzo
Lo strumento è ubiquitario in tutte le discipline scientifiche come fisica, biologia, scienze ambientali e mediche, in particolare da studi clinici, benché non sia raro trovare RS di studi condotti con altri disegni, quali studi di coorte e caso/controllo. Possono essere svolte anche revisioni sistematiche di revisioni sistematiche.
La revisione sistematica fornisce una sorta di riassunto dello stato dell'arte nel settore disciplinare specifico oggetto della stessa, e per la particolare questione posta in esame.
In medicina le revisioni sistematiche possono essere anche definite come un metodo esplicito e trasparente per identificare, valutare e riassumere i risultati di singoli studi (detti studi primari) sugli effetti di un intervento sanitario.
Inoltre le RS, attraverso la tecnica statistica detta meta-analisi, provvedono ad analizzare (fornendo sintesi quantitative) i dati presentati nei singoli studi, con lo scopo di minimizzare gli errori e di poter generalizzare le conclusioni relative.
In alcune comunità scientifiche i due termini Revisione Sistematica (in inglese Systematic Review, SR) e Meta-analisi (in inglese Meta-Analysis, MA) vengono utilizzati come se fossero sinonimi, mentre in altre comunità i ricercatori preferiscono identificare la Meta-Analisi come la parte statistica (analisi quantitativa) di una Revisione Sistematica (analisi qualitativa).
A causa delle diverse caratteristiche della ricerca aziendale rispetto alle scienze naturali, le suddette fasi metodologiche non possono essere facilmente applicate nella ricerca aziendale. Tranfield et al. (2003) hanno fatto precoci tentativi di trasferire le procedure dalla medicina alla ricerca aziendale. Un approccio graduale è stato sviluppato da Durach et al. (2017): sulla base delle esperienze fatte nella propria disciplina, questi autori hanno adattato le fasi metodologiche e sviluppato una procedura standard per condurre revisioni sistematiche della letteratura nella ricerca aziendale.